# Ernst Albrecht von Siemens
Ernst Albrecht von Siemens (Kingston upon Hull, 9 aprile 1903 – Starnberg, 3 dicembre 1990) è stato un fisico, imprenditore e alpinista tedesco, unico figlio di Carl Friedrich von Siemens e nipote più giovane dell'inventore e fondatore dell'azienda Werner von Siemens. Proveniva dalla vecchia famiglia Siemens della città di Goslar.

## Biografia
Ernst von Siemens studiò fisica presso l'Università Tecnica di Monaco di Baviera prima di iniziare a lavorare presso la Wernerwerk per la tecnologia delle telecomunicazioni a Berlino-Siemensstadt nel 1929. Nel 1943 Ernst von Siemens venne nominato membro supplente, nel 1948 membro effettivo e nel 1949 presidente del consiglio di amministrazione della Siemens & Halske AG. Fu presidente del consiglio di amministrazione fino al 1956. Nel 1945 fu nominato membro supplente del consiglio di amministrazione della Siemens-Schuckertwerke e nel 1948 fu nominato membro effettivo.
A causa del blocco di Berlino, nel 1947 l'azienda trasferì la sede centrale della Siemens & Halske AG da Berlino a Erlangen, dove si trovavano gli stabilimenti di produzione della Siemens-Schuckert, e poi nel 1949 a Monaco, dove fu inizialmente affittato e poi acquistato come sede centrale nel Palazzo Ludwig Ferdinand in Wittelsbacher Platz nel 1957. Ernst von Siemens guidò con successo la ricostruzione dell'azienda dopo la seconda guerra mondiale. Nel 1950 aveva già raggiunto il 90 percento della produzione del 1936. Dal 1954 in poi l'azienda entra nel settore dell'elaborazione dati, producendo componenti semiconduttori e i primi computer. La Siemens-Electrogeräte AG è stata fondata nel 1957 per il settore dei beni di consumo (ad esempio lavatrici, televisori). L'azienda è riuscita ad ampliare la propria posizione anche nel settore della tecnologia medica, ad esempio attraverso la produzione di pacemaker. Nel 1962 il gruppo impiegava 240.000 persone e generava un fatturato annuo di 5,4 miliardi di marchi tedeschi, quadruplicato nel giro di un decennio. Dal 1956 al 1966 Ernst von Siemens, succedendo al cugino Hermann von Siemens, fu presidente del consiglio di sorveglianza delle due società Siemens & Halske AG e Siemens-Schuckertwerke AG, che furono fuse sotto la sua guida nel 1966 per formare l'attuale Siemens AG. Dal 1966 al 1971 è stato Presidente del Consiglio di sorveglianza della Siemens AG. La riorganizzazione venne completata nel 1969 con la creazione di sei divisioni aziendali (componenti, tecnologia dei dati, tecnologia energetica, tecnologia degli impianti, tecnologia medica, tecnologia delle comunicazioni), cinque divisioni centrali (amministrazione aziendale, finanza, risorse umane, tecnologia, vendite); e numerose cosiddette unità regionali (filiali, filiali estere). Ciononostante, è rimasta una vasta rete di società controllate e collegate. Nel 1967 venne acquisita la Brown, Boveri & Cie. Zuse KG al 70%, due anni dopo al 100%. Contemporaneamente, il settore degli elettrodomestici è stato unito a quello della Bosch, dando vita alla BSH Bosch und Siemens Hausgeräte GmbH (BSH). Nel 1969 vennero fondate, insieme ad AEG, le società affiliate Transformatoren Union (TU); e Kraftwerk Union (KWU). Nel 1971, il nipote Peter von Siemens assunse la presidenza del consiglio di sorveglianza. Ernst von Siemens rimase un semplice membro dello stesso consiglio fino al 1978.

## Promozione della cultura
Ernst von Siemens promosse sia la scienza che le arti. Nel 1958 fondò la Fondazione Carl Friedrich von Siemens per la promozione della scienza, intitolata a suo padre. Nel 1972 seguì la fondazione della Fondazione musicale Ernst von Siemens. Dal 1974 viene assegnato il Premio musicale Ernst von Siemens , attualmente dotato di 250.000 euro. Nel 1983 Ernst von Siemens fondò la Ernst von Siemens Art Foundation. Lo scopo di questa fondazione è quello di fornire sostegno finanziario per l'acquisto di opere d'arte per i musei. La fondazione sostiene anche mostre d'arte. Oltre a un considerevole capitale di dotazione e a successive donazioni, Ernst von Siemens lasciò alla fondazione d'arte anche la sua collezione d'arte privata.

## Carriera alpinistica
Già durante i suoi studi, Ernst von Siemens sviluppò la sua grande passione per l'alpinismo. La sua origine potrebbe forse risiedere nel casino di caccia posseduto nel Chiemgau, da cui si godeva di una magnifica vista sull'Hörndlwand.  La suggestiva cima tra Ruhpolding e Reit im Winkl lo aveva già ispirato fin dall'adolescenza.  L'idea di affinare le proprie capacità insieme ad altri alpinisti, di vivere la natura in modo intenso e talvolta di guidare il gruppo in nuovi e impegnativi tour, lo entusiasmava. Nel tempo libero scalava ripetutamente creste e vette. Fin da giovane, Ernst von Siemens possedeva non solo le qualità di forza, resistenza e coraggio, essenziali per le escursioni alpine, ma anche un forte senso di comunità sportiva. Di conseguenza, iniziò a impegnarsi nella sezione di Monaco dell'Associazione Accademica Alpina di Monaco di Baviera, di cui divenne presto un membro stimato. 
Ernst von Siemens fu un membro della generazione di alpinisti di Hans Dülfer e Paul Preuss. La generazione che ha aperto la strada all'arrampicata competitiva sulle Alpi. Ancora oggi sono molto richiesti i vari "Siemens Tour", in particolare sui monti Tannheimer e Wetterstein. Lo dimostra anche il nome non convenzionale e rispettoso "Elektrikerführe" (Guida dell'elettricista), con il quale alcune delle sue prime ascensioni sono diventate note tra i giovani scalatori di Monaco. Creò un giardino botanico nella sua tenuta privata ai piedi delle Alpi.
- 1922 Prima salita alla Schüsselkarspitze-Westgratturm-parete sud-ovest "Siemens-Wolf", V-, 200 HM, 2.538m, (Wetterstein);
- 1922 Prima salita alla punta nord del Wolfebnerspitze-parete ovest "Freymadl-Siemens-Führe", 2.432m, (Alpi dell'Algovia);
- 1923 Prima salita al Totenknrchl-parete nordovest "Straubelrampe", IV, 250 KM, 2.193m, (Wilder Kaiser);
- 1924 Prima salita con Fritz Bechtold, Ludwig Bogner e Peter Müllritter alla vetta dell'Hörndlwand - "muro di Siemens", V, 1684 m, (Alpi del Chiemgau);
- 1925 Prima salita - Probstenwand cresta est, III, 1.618 m, (Prealpi Bavaresi);
- 1925 Prima salita - Grosses Fieberhorn - spigolo nord diretto, 2.276 m, (Tennengebirge);
- 1925 Seconda salita - Torre del Diavolo e Guglia Edmondo de Amicis, (Cardinspitzen);
- 1925 Prima salita - Pelmetto, parete ovest, IV-V, 850 m, 2.992 m, (Dolomiti Ampezzane);
- 1926 Prima salita - Grosser Kirchturm - parete sud "Rüsch-Siemens-Weg", IV, 2.514 m, (Wetterstein);
- 1927 Seconda salita - Grosse Bischofsmütze - parete sud "Steiner-Hein", 2.455 m, (Monti del Dachstein);
- 1927 Prima salita della Schüsselkarspitze - parete sud "Spindler-Führe", V+/A0, 2.538m, (Wetterstein);
- 1928 Prima salita dell'Hochblassen- parete sud "Siemens-Spindler-Spindler-Führe" (Wetterstein); Prima salita del Totenkirchl - parete sud "Siemensführe", IV-, 160 HM, 2.193 m, (Wilder Kaiser)[2].